# Manifiesto contra la resignación

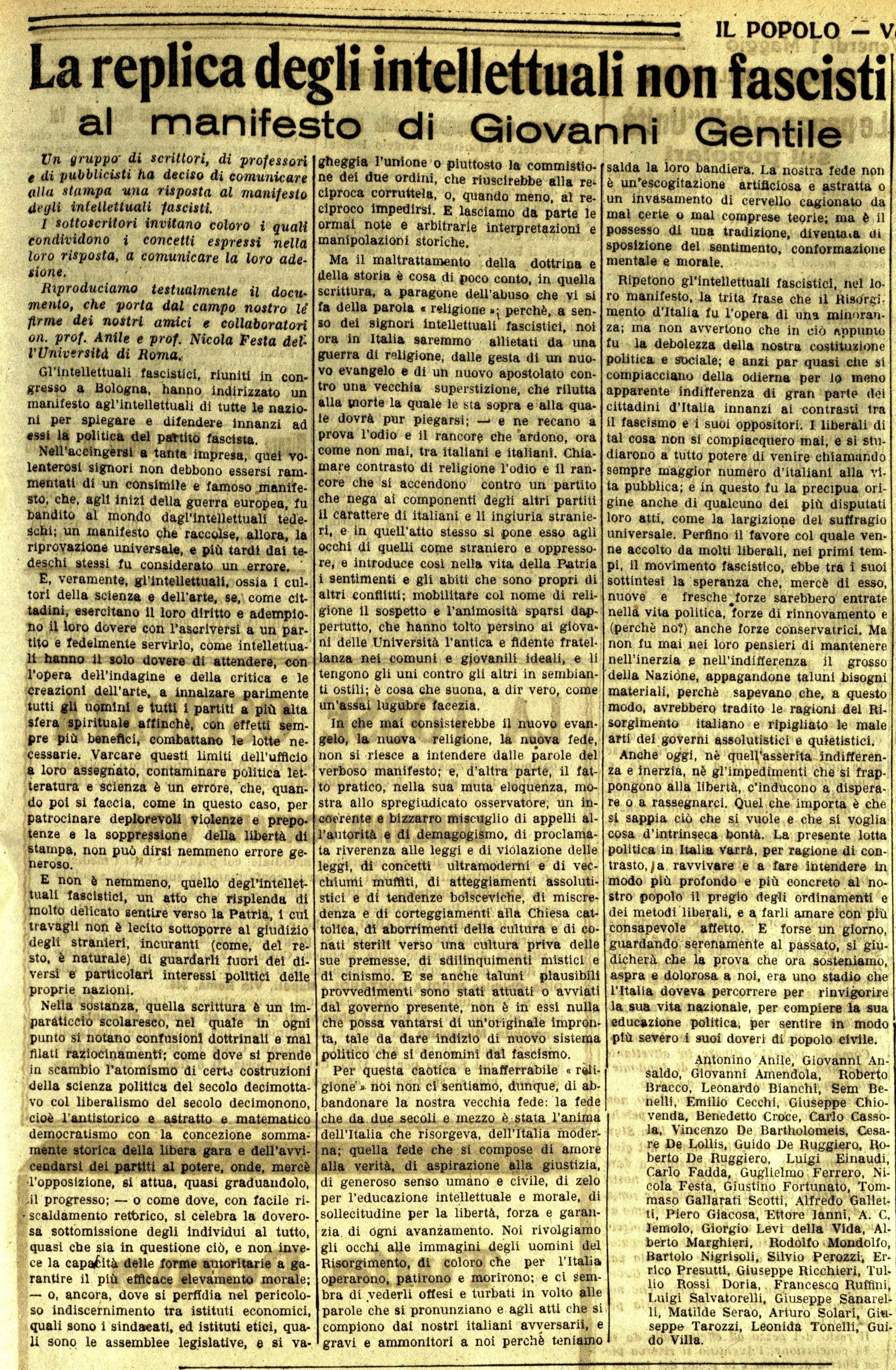
El Manifiesto de los intelectuales antifascistas, publicado en el diario Il Popolo el 1º de mayo de 1925.

El Manifiesto contra la resignación fue publicado el 14 de julio de 2020 en la página 4 del diario español El Mundo con el título: Hablar mal de este Gobierno, manifiesto contra la resignación. Intelectules, periodistas, historiadores y escritores españoles suscribieron el manifiesto en el que se criticaba la "inoperante gestión" del Gobierno durante la pandemia del COVID-19, al tiempo que reivindicaban "el concepto de progresismo" y pedían acabar con el "fraude ideológico que lo falsea".

## Historia
El manifiesto fue redactado por Arcadi Espada en respuesta al escrito Hablar bien de este Gobierno, aparecido en el diario español El País el 2 de junio de 2020. Iba firmado por 53 intelectuales, entre los que destacaban Mario Vargas Llosa, Andrés Trapiello, Fernando Savater o Albert Boadella. La mayoría de los firmantes eran viejos conocidos o colaboradores cercanos de Ciudadanos-Partido de la Ciudadanía, un partido de centro español, antinacionalista. 
En el manifiesto se critica al Gobierno progresista español, formado por el partido socialista (PSOE) y Podemos, en especial las figuras políticas de Pedro Sánchez y Pablo Iglesias.

## Firmantes
El diario El Mundo publicó una lista de 53 intelectuales firmantes del manifiesto. Entre los firmantes se encuentran:
| - Antonio Robles, filósofo - Míriam Tey, fundadora del CLAC - Juan Pablo Cardenal, periodista - Mario Vargas Llosa, premio Nobel de literatura - Albert Boadella, dramaturgo - Antonio Moya, asesor de empresas - Fernando Savater, filósofo - Carmen Posada, escritora - Santiago Trancón, profesor y escritor - Andrés Trapiello, escritor - Eduardo Calvo, escritor - Edurne Uriarte, catedrática de Ciencia Política y diputada del PP - Carlos Perreau de Pinninck, empresario y exdiputado del Parlamento Europeo. - Leopoldo Stampa, embajador - Carlos Rodríguez Braun, economista. - Carlos Bustelo, exministro - José Lasaga, profesor de Filosofía - José Vargas, presidente de ACVOT - Vicente Sierra, abogado - Michael Hylander, economista - José María Stampa, abogado - Alfonso Ruiz de Assín, abogado - José Varela Ortega, historiador - Rafael F. Quintanilla, abogado y economista - Belén Llamas Ferrer, artesana - Juan Arza, consultor | - Mercedes Casanovas, agente literario - Ignacia de Pano, abogada - Miguel Ángel Quintana Paz, profesor de Ética y Filosofía Social - Félix Ovejero, profesor de Filosofía - Arcadi Espada, periodista - Benito Arruñada, catedrático de universidad - Pepe Albert de Paco, periodista - Carlos Fernández-Lerga Garralda, abogado - Enrique Lynch, escritor - José María San Juan, empresario - Pedro Gómez Carrizo, editor - Alexandra López-Liz, abogada - Jon Juaristi, escritor - Javier Lasquetty, abogado y politólogo - Mercedes Monmany, escritora y crítica literaria - Antonio Jimeno Fernández, profesor de Biología - Pau Guix, escritor - Berta Romera, profesora de Historia - Juan Pablo Fusi, historiador - Sergio Fidalgo, periodista - Fernando Maura, exdiputado de Cs - Luis Ribot, historiador - Miguel Spottorno Robles, abogado - Pedro López Carrizo, editor - Pablo Ortega Martín, arquitecto y escritor |

## Texto del manifiesto
| Hablar mal de este Gobierno, manifiesto contra la resignación El pasado mes el grupo Próleg publicó en El País el manifiesto "Hablar bien de este gobierno". Sus firmantes, políticos e intelectuales de la izquierda nacionalista encabezados por el PSC, salieron al rescate del relato interesado del Gobierno Sánchez-Iglesias por su gestión de la crisis de la Covid-19. Ningún dato que soporte el alegato, y demasiada condescendencia con las decisiones erróneas del Gobierno, para confirmar con ideología lo que no se sostiene con hechos. Era previsible, sus firmantes no son neutrales: representan a esa «tercera vía» que, desde el PSC, aboga por un referéndum pactado en Cataluña (la independencia a plazos) y ha arrastrado al PSOE a la nación de naciones de Zapatero y al todo vale de Sánchez; a la quiebra del pacto de la Transición. Los firmantes de esta réplica respondemos desde la transversalidad ideológica para remarcar que ninguna ideología puede arrogarse la hegemonía moral de la sociedad: exactamente lo que pretende esta izquierda arrogante que nos gobierna y que nos alecciona desde las cátedras y los medios orgánicos que la apoyan. Queremos impugnar tal soberbia, cuestionando la usurpación que esa izquierda ha hecho de la piedad social y de todos los conceptos humanitarios de nuestra democracia. Pero no antes de plasmar los estragos de la Covid-19 y la amenaza que el Gobierno supone para nuestras libertades y bienestar económico. CONTRA LA RESIGNACIÓN España es de los países peor parados de este desastre sanitario y económico, está en riesgo todo cuanto nos ha permitido disfrutar de una prosperidad sin igual en las últimas cuatro décadas. No nos resignamos a ser meros testigos de nuestro destino. Tenemos la responsabilidad de oponernos a esta deriva y exigir responsabilidades al Gobierno. Esta crisis ha llegado en un momento de debilidad institucional. La deriva autodestructiva comenzó con Zapatero, responsable de resucitar las dos Españas con sus leyes sectarias y de ignorar la peor crisis económica en décadas. Zapatero sentó también las bases del procés al alentar frívolamente un nuevo Estatuto de Cataluña que suponía la quiebra del principio de soberanía nacional y, por tanto, la voladura del sistema constitucional. Rajoy se dedicó fundamentalmente a la economía, desatendió la política y la cuestión autonómica. Ahora, cuando más necesaria es la sensatez política, Sánchez y sus socios neocomunistas vuelven a las andadas con su particular forma de entender la política, mezcla de incompetencia y sectarismo mal disimulados tras un discurso plagado de guiños populistas y mentiras clamorosas. El saldo es demoledor: un empobrecimiento generalizado, una intentona golpista cerrada en falso y una crisis sanitaria y económica que dejan a España al borde del abismo. Más paro y empobrecimiento, menos oportunidades y fuga de talento, más división y menor capacidad para actuar en común; más presión fiscal y peores servicios públicos. No nos resignamos a un declive económico de España. Ni a que unos gobernantes sin vocación de servicio público, pero decididos a permanecer como sea en el poder, dilapiden el bienestar de la nación por sus ambiciones partidistas y sus grotescas políticas sobradas de ideología y huérfanas de gestión. La respuesta sanitaria del Ejecutivo a la pandemia sirve de aviso. Su reacción tardía provocó el aumento exponencial de contagios y muertes. No tomó medidas de contención hasta el 14 de marzo, ya con 6.500 contagiados y 300 fallecidos, pese a que el 10 de febrero ya conocía la pavorosa pandemia que se cernía sobre España, pero se impuso su dogmatismo, al querer llegar tercamente a las marchas feministas del 8-M. El Gobierno no puede alegar que era ajeno a la extrema gravedad de la situación, pues distintos organismos informaron de la alta propagación del virus y su devastador impacto. Es inadmisible que el Gobierno no solo autorizase, sino que alentase las marchas del 8-M. Su error no estuvo sólo en los riesgos previsibles de la manifestación, sino en la aprobación de esos otros actos que debieron permitir para no prohibir el 8-M. Países como Taiwán, Grecia, Portugal, Alemania o Austria minimizaron daños al decretar la alerta temprana, España encabeza el grupo de países que demoraron las medidas y, por tanto, donde el virus ha sido mucho más destructivo. Una gestión negligente con resultado de muerte. Queremos trasladarle a la opinión pública que la irresponsabilidad del Gobierno nos obliga a pedirle cuentas. Primero, el Ejecutivo llegó tarde al aprovisionamiento de material sanitario, cuando debió priorizarse, entretenido con su agenda ideológica, fundamentalmente la Ley de Libertad Sexual y las marchas feministas. Segundo, esta elemental falta de previsión complicó la protección de la población de riesgo: mayores, cuidadores y personal sanitario. La primera línea de defensa convertida así en vector de contagio. Tercero, falló el mando único. Una caótica adquisición de material sanitario: fraudes, intermediación con empresas fantasma, sospechas de corrupción, compras fallidas y una injustificable opacidad. Este mando único incluía la gestión de las residencias de mayores bajo la responsabilidad directa de Pablo Iglesias. Cuarto, España es uno de los países con más muertos por millón de habitantes. Los 43.000 fallecidos son cifras oficiosas, pero la realidad acabará imponiéndose: el número de muertos reflejará el aumento respecto a años anteriores, una evidencia estadística que el Gobierno no podrá camuflar. Quinto, para encubrir esta realidad, el Gobierno ha optado por manipular la información. Férreo control de las ruedas de prensa, con la sonrojante pantomima del Aló Presidente y plante de periodistas; destitución de cargos públicos incómodos; subvenciones a las televisiones afines; y desactivación de la oposición parlamentaria. Los cien días del estado de alarma son otra muestra de autoritarismo. La cobertura legal a las restricciones a la movilidad no está del todo justificada, pues la legislación sanitaria vigente también las avala. Resulta claro que además del sanitario había otro propósito: evitar la contestación social. El Gobierno trató de borrar la huella del 8-M con sus injerencias en las instituciones del Estado y maniobró para reducir al máximo el protagonismo del Parlamento, donde su gestión habría quedado expuesta. El Ejecutivo se ha parapetado tras su propaganda, ocultando incluso la composición del llamado comité de expertos o el número real de muertos de la pandemia, mientras acusa a la oposición de crispación por someterlo al más elemental escrutinio. Otra mentira del Gobierno es la tesis de que no tuvo elección: la dicotomía entre salvar vidas o salvar la economía es falsa. De haber reaccionado antes, o buscado un equilibrio entre las medidas sanitarias y las económicas, habría mitigado ambas catástrofes. Los españoles pagaremos muy caro el confinamiento a destiempo, duro y prolongado: el FMI pronostica para España un paro del 22%, una caída económica de -12,%, un déficit del 13,9% y una deuda del 123,8%. Los necesarios Expedientes de Regulación Temporal de Empleo (ERTE) se han visto perjudicados por unos políticos más atentos al titular periodístico que a la gestión para hacerlos eficaces. Se aplicaron mal colapsando el sistema. El Salario Mínimo Vital, óptima medida de choque si es temporal, no puede asentar derechos sin obligaciones: lesiona el incentivo para trabajar, aumenta la economía sumergida e implica la explosión del gasto social vía subsidios. Los 150.000 millones de euros en ayudas a las empresas se canalizan a través del Instituto de Crédito Oficial (ICO), otro canal ineficiente y burocrático. Con un agravante: han endosado el 20% del riesgo a los bancos. Aunque la UE ha flexibilizado el techo de déficit, si las ayudas no son recuperables engrosarán el déficit. El sector privado ha realizado un duro ajuste, pero el Gobierno no anuncia medidas de ahorro, ni reorganiza el trabajo de los funcionarios o el gasto para hacer más eficiente la Administración. Esta ineficiencia provocará desequilibrios fiscales y castigará el empleo. Rechazamos que las políticas de este gobierno se llamen "progresistas". Estas políticas fomentan una sociedad empobrecida, económicamente subsidiada y políticamente domesticada y eso no es progresismo. LA HEGEMONÍA MORAL DE UNA PARTE DE LA IZQUIERDA COMO COARTADA AUTORITARIA Pese a la inoperante gestión y a los miles de muertos que siguen sin reconocimiento oficial, el Gobierno se presenta ante la opinión pública como referente moral y político del progresismo, sustentado por sus terminales culturales y ediáticas que asean intelectualmente su deriva populista. Esta izquierda, representada por la facción nacionalista del PSC, y que nos pide "hablar bien del gobierno", calló cuando el nacionalismo desafió al Estado, pisoteando los derechos de los no nacionalistas, o decretando que no todos los ciudadanos son iguales ante la ley. Es la izquierda que llevó a Cataluña a la ruina durante el tripartito, promovió el inmoral Pacto del Tinell, apoyó la discriminatoria inmersión lingüística e impulsó un Estatuto que nadie reclamaba. Es la izquierda autoritaria que niega credibilidad democrática al discrepante tildándole de franquista. Esta izquierda que comulga con el nacionalismo más abyecto, ha logrado hacerse hegemónica en España. Los postulados socialdemócratas de quienes aspiran a construir una España de ciudadanos libres, no de identidades, tribus y territorios, están ya alarmantemente arrinconados por una agenda ideológica que prefiere marcar líneas rojas a la derecha democrática antes que al filoterrorismo, buscando en el populismo los réditos que no le brinda la acción del Gobierno. Ya es hora de que esta nueva élite de izquierdas reaccionarias, instaladas en todos los estamentos, deje de manipular el concepto ilustrado de progreso y el humanismo social. Suponer que por el mero hecho de autodenominarse de izquierdas se está del lado de los buenos es una ecuación falsa y sus mantras un atentado contra el sentido común. Lo más grave de esta izquierda totalitaria es que está socavando todas las bases éticas en que una sociedad democrática se asienta, la tolerancia como patrimonio de cualquier ideología, el respeto debido al otro, la posibilidad de la duda como búsqueda incierta de nuestras certezas. Hay que reivindicar el concepto de progresismo y acabar con el fraude ideológico que lo falsea. |